# Ryō Hirakawa
Ryō Hirakawa (Japans: 平川亮 Hirakawa Ryō) (Kure, 7 maart 1994) is een Japans autocoureur. In 2012 werd hij kampioen in de All-Japan F3. In 2022 won hij, samen met zijn teamgenoten Sébastien Buemi en Brendon Hartley, de 24 uur van Le Mans.

## Carrière

### Karting
Hirakawa begon zijn autosportcarrière in het karting op elfjarige leeftijd. Hij reed vooral in nationale kampioenschappen en behaalde in 2009 de KF2-categorie, waarin hij op plaats 32 eindigde in het Aziatisch-Pacifische kampioenschap.

### Formuleracing
In 2010 maakte Hirakawa de overstap naar het formuleracing en nam hij deel aan de Formula Challenge Japan. Hij behaalde twee podiumplaatsen op de Fuji Speedway en eindigde met 17 punten als zesde in het klassement. Tevens reed hij dat jaar in de laatste twee raceweekenden van de Formule BMW Pacific als gastcoureur bij het Asia Racing Team.
In 2011 en 2012 bleef Hirakawa actief in de Formula Challenge Japan en eindigde tweemaal als tweede in het kampioenschap, achter respectievelijk Takamoto Katsuta en Nobuharu Matsushita. Daarnaast kwam hij in 2012 uit in de All-Japan F3 voor het team RSS. Door een dominante eerste seizoenshelft waarin hij zeven races won, werd hij met 118 punten gekroond tot kampioen in de klasse. Aan het eind van het jaar nam hij eveneens deel aan de Grand Prix van Macau voor het team KCMG by RSS, maar moest hierin na een crash uitvallen.
In 2013 debuteerde Hirakawa in de Super Formula voor het team Kygnus Sunoco Team LeMans. Met een leeftijd van 19 jaar was hij de jongste coureur in het kampioenschap. Zijn beste klassering was een vierde plaats in de seizoensfinale op het Suzuka International Racing Course, waardoor hij met 9 punten elfde werd in het eindklassement. Aan het eind van het seizoen testte hij voor het IndyCar-team Dale Coyne Racing, maar hij kreeg geen racezitje in de klasse.
In 2014 bleef Hirakawa actief in de Super Formula voor het Team LeMans en behaalde hij op de Fuji Speedway zijn eerste podiumfinish in de klasse; hij lag lange tijd aan de leiding van de race, maar nadat hij in de laatste ronde van de baan raakte, werd hij ingehaald door Kazuki Nakajima en eindigde hij als tweede. Met 16,5 punten werd hij achtste in de eindstand. Daarnaast debuteerde hij in de Super GT bij het Lexus Team Petronas TOM's als vervanger voor Nakajima tijdens de races op de Fuji Speedway en Autopolis terwijl Nakajima actief was in het FIA World Endurance Championship.
In 2015 kwam Hirakawa voor een derde seizoen uit in de Super Formula voor het Team LeMans. Zijn beste klassering was dit jaar een achtste plaats op het Autopolis-circuit, waardoor hij met 13 punten opnieuw achtste werd in de eindstand. Daarnaast debuteerde hij fulltime in de Super GT voor het Lexus Team KeePer TOM's, waarin hij een auto deelde met Andrea Caldarelli. De twee wonnen direct de seizoensopener op het Okayama International Circuit en voegden hier in de seizoensfinale op de Twin Ring Motegi een tweede zege aan toe. Met 56 punten werden zij vijfde in de eindstand.

### Le Mans Series
In 2016 verliet Hirakawa de Super Formula om zich te concentreren op de European Le Mans Series, waarin hij met Pierre Thiriet en Mathias Beche uitkwam voor het team Thiriet by TDS Racing in de LMP2-klasse. Het team won twee races op het Autodromo Enzo e Dino Ferrari en de Red Bull Ring en eindigden als vijfde in de stand met 70 punten. Daarnaast kwam Hirakawa dat jaar voor het eerst uit in de 24 uur van Le Mans, maar het team moest na 241 ronden opgeven na een ongeluk. Tevens bleef Hirakawa actief in de Super GT, waar hij bij TOM's uitkwam naast James Rossiter. Zij behaalden twee podiumplaatsen en eindigden op de negende plaats in het klassement met 38 punten.

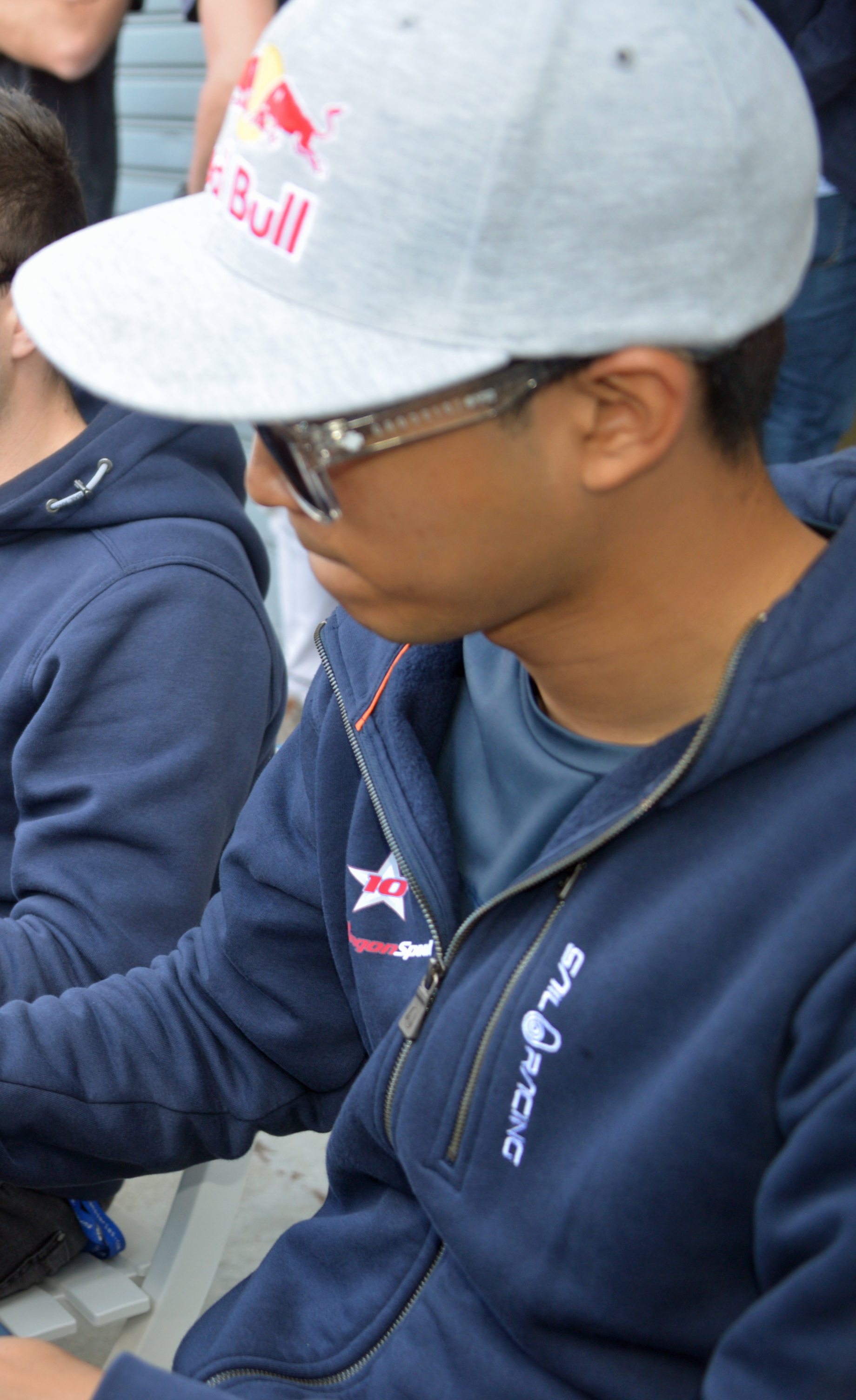
Ryō Hirakawa in 2017

In 2017 bleef Hirakawa actief in zowel de European Le Mans Series als de Super GT. In de Le Mans Series stapte hij over naar het team G-Drive Racing en won met Memo Rojas en Léo Roussel de race op het Autodromo Nazionale Monza. Het team won het kampioenschap, maar doordat Hirakawa twee races moest missen, werd hij niet gekroond tot kampioen bij de coureurs. Tevens reed hij met Rojas en José Gutiérrez in de 24 uur van Le Mans van dat jaar en werd zeventiende in de LMP2-klasse. In de Super GT deelde hij een auto met Nick Cassidy en won de races op Okayama en het Chang International Circuit. Met podiumplaatsen in twee andere races werd hij kampioen in de klasse.

### Terug in Super Formula
In 2018 keerde Hirakawa terug in de Super Formula, waarin hij reed voor het Itochu Enex Team Impul. Hij behaalde zijn eerste pole position op het Autopolis-circuit, maar deze race werd afgelast vanwege slecht weer. Met 17 punten werd hij vijfde in het kampioenschap. Daarnaast bleef hij actief in de Super Formula, waarin hij met Cassidy de race op Autopolis won. Met 75 punten werden zij achter Jenson Button en Naoki Yamamoto tweede in de eindstand.
In 2019 bleef Hirakawa actief met het Team Impul in de Super Formula. Na een teleurstellende seizoensstart, waarin hij na vier races nog geen punten had gescoord, behaalde hij op de Twin Ring Motegi zijn eerste overwinning in de klasse. Tevens bleef hij actief in de Super GT naast Cassidy. Aan het eind van dat jaar maakte hij zijn debuut in de DTM tijdens de seizoensfinale op de Hockenheimring, waarin fabrikanten uit de Super GT hun coureurs als gastrijders mee konden laten doen.

### Formule 1
Hirakawa maakte op 6 december 2024 zijn debuut in de Formule 1 tijdens de eerste vrije training van de Grand Prix van Abu Dhabi. Hij reed in de Formule 1-wagen van het team McLaren als vervanger van Oscar Piastri. Op 4 april 2025 reed hij voor het eerst met een Formule 1-wagen in Japan tijdens de eerste vrije training van de Grand Prix van Japan voor het team Alpine als vervanger van Jack Doohan. Een week daarna reed hij in een wagen van Haas tijdens de eerste vrije training van de Grand Prix van Bahrein als vervanger van Oliver Bearman. Tijdens de eerste vrije training van de Grand Prix van Spanje op 30 mei verving hij Esteban Ocon.